# John Vines Wright
John Vines Wright (* 28. Juni 1828 in Purdy, McNairy County, Tennessee; † 11. Juni 1908 in Washington, D.C.) war ein US-amerikanischer Politiker (Demokratische Partei), der den Bundesstaat Tennessee im US-Repräsentantenhaus und im Konföderiertenkongress vertrat.
Nach Abschluss seiner Schulausbildung besuchte John Wright die University of Tennessee in Knoxville, wo er Kurse in Medizin und Rechtswissenschaften belegte. Nach seinem Abschluss an der juristischen Fakultät wurde er in die Rechtsanwaltskammer aufgenommen und begann in Purdy zu praktizieren.
1854 wurde er für die Demokraten ins Repräsentantenhaus in Washington gewählt, dem er vom 4. März 1855 bis zum 3. März 1861 als Vertreter des siebten Wahlbezirks angehörte. Während des Bürgerkrieges diente Wright in der Konföderiertenarmee als Colonel des 13. Infanterieregiments aus Tennessee. Später betätigte er sich in der Konföderation auch politisch. Er war Abgeordneter des Repräsentantenhauses im ersten und zweiten Konföderiertenkongress.
Nach dem Krieg fungierte Wright als Richter am Kreisgericht von Tennessee und später am Obersten Gerichtshof des Bundesstaates, ehe er ab 1885 wieder selbständig als Anwalt arbeitete. 1880 bewarb er sich zudem erfolglos um das Amt des Gouverneurs von Tennessee. Als Mitglied mehrerer Kommissionen war er an Verhandlungen mit den Indianern im Nordwesten der USA und im Dakota-Territorium beteiligt; 1887 wurde er in die juristische Abteilung des General Land Office berufen, wo er bis zu seinem Tod tätig war.